# التعليم في نيوزيلندا
يعتمد نظام التعليم في نيوزيلندا على نموذج ثلاثي المستويات يشتمل على المدارس الابتدائية والمتوسطة، ومن ثم المدارس الثانوية (المدارس العليا) والتعليم العالي في الجامعات ومعاهد الفنون التطبيقية. ويختلف العام الدراسي في نيوزيلندا بين المؤسسات، لكنه يمتد عمومًا من أوائل فبراير حتى منتصف ديسمبر للمدارس الابتدائية، ومن أواخر يناير وحتى أواخر نوفمبر أو أوائل ديسمبر للمدارس الثانوية والمعاهد التطبيقية، ومن أواخر فبراير حتى منتصف نوفمبر للجامعات.
صنف البرنامج الدولي لتقييم الطلبة (PISA) الذي نشرته منظمة التعاون الاقتصادي والتنمية (OECD) في عام 2018، نيوزيلندا في المرتبة 12 من حيث الأفضل في العلوم والأفضل في القراءة، وفي المرتبة 27 من حيث الأفضل في الرياضيات؛ لكنّ متوسط درجات نيوزيلندا أخذ في الانخفاض على نحو مطّرد في جميع الفئات الثلاث. يصنف مؤشر التعليم الذي نُشر كجزء من مؤشر التنمية البشرية للأمم المتحدة، نظام التعليم في نيوزيلندا باستمرار على أنه من أعلى المعدلات في العالم. وبعد مسحٍ أجرته شركة Curia Market Research في عام 2019 للمعرفة العامة، خطط الباحثون لإصدار تقرير في عام 2020 لتقييم ما إذا كان منهج التعليم في نيوزيلندا مناسبًا للغرض. ووجدت الدراسة أن الناس في نيوزيلندا يفتقرون إلى المعرفة الأساسية في اللغة الإنجليزية والرياضيات والعلوم والجغرافيا والتاريخ.

## التاريخ
أسس شعب الماوري (سكان نيوزيلندا الأصليون) مدارس لنشر المعرفة التقليدية بما في ذلك الأغاني والأناشيد والتاريخ القبلي والفهم الروحي ومعرفة النباتات الطبية، وذلك قبل وصول الأوروبيين. أدار تلك المدارس عادة شيوخ يُطلق عليهم اسم توهونغا، وكانوا يحظون بالاحترام لما يتمتعون به من معرفة قبلية، واقتصر التدريس حينها على طبقة الرانغاتيرا (على نحو رئيس). لم تكن القراءة والكتابة معروفتين، لكن نحت الخشب كان متطورًا على نحو جيد.
قُدّم نظام التعليم الرسمي على الطراز الأوروبي لأول مرة في عام 1815، ورسّخه على نحو جيد مبشرو جمعية لندن التبشيرية الذين تعلموا لغة الماوري، وبنوا أول مدارس في خليج الجزر في عام 1832. تعلّم الأطفال والبالغون على حد سواء، وكان العهد الجديد المسيحي وألواح الكتابة المصادر الرئيسة للتعليم، وجرى التدريس باللغة الماورية. بقي الكتاب المقدس الأدب الوحيد المستخدم في التدريس لسنوات عدة، وبات هذا عاملًا رئيسًا في كيفية نظر الماوري إلى العالم الأوروبي. أنشأ جون غورست، في خمسينيات القرن التاسع عشر، مدرسة تجارية للماوري في تي أواموتو لتعليم المهارات العملية المرتبطة بالزراعة على الطراز الأوروبي، ولكنّ روي مانيابوتو أحرقها في عام 1863 خلال المراحل الأولى من الحروب النيوزيلندية.
شاع التدريس بواسطة المبشرين في المدارس الأصلية باللغة الماورية بين عامي 1815 و1900. ودعا حزب الشباب الماوري، خاصة ماوي بوماري وإبيرانا نجاتا، إلى تعليم أطفال الماوري باللغة الإنجليزية، بالإضافة إلى تعليم النظافة لخفض معدلات المرض والوفاة. مُنح بوماري لقب فارس بعد الحرب العالمية الأولى تكريمًا لعمله في سبيل تحسين تعليم الماوري ودمجهم في المجتمع النيوزيلندي.
أشار غياب نظام التعليم الوطني إلى أن الجهات الأولى الفعلية التي تقدم التعليم الثانوي، كانت عبارة عن مدارس ثانوية ومؤسسات خاصة أخرى. تأسست أول مدرسة ثانوية في نيوزيلندا، وهي مدرسة أوكلاند الثانوية، في عام 1850 واعتُرف بها رسميًا كمؤسسة تعليمية في عام 1868 من خلال قانون تخصيص مدرسة أوكلاند الثانوية. أنشأت الجماعات الدينية بعضًا من المدارس، بينما أنشأت الحكومات الإقليمية بعضها الآخر. كان نظام التعليم في مقاطعتي نيلسون وأوتاغو أفضل تمويلًا وأكثر كفاءة من المقاطعات الشمالية مثل أوكلاند؛ أنشئ مجلس التعليم في أوكلاند في عام 1857، بموجب قانون التعليم في ذلك العام، وكان لديها 45 مدرسة مع حلول عام 1863.
أصدر مجلس مقاطعة كانتربري أول مرسوم تعليمي له في عام 1857، وعيَّن مجلسًا للتعليم في عام 1863، وكان لديه أربعة وثمانون منطقة مدرسية مع حلول عام 1873 حين بدّل التمويل من رسومٍ مدرسية إلى تعديل أراضٍ لتوفير تعليم ابتدائي مدني مجاني في مدارسه.
بعد إلغاء المقاطعات في نوفمبر من عام 1876، أنشأت نيوزيلندا نظامًا تعليميًا وطنيًا مجانيًا وإلزاميًا مدنيًّا اعتبارًا من 1 يناير في عام 1878، على غرار نظام كانتربري إلى حد كبير.
أثّرت مُثُل العهد الفيكتوري على التعليم والمدارس في نيوزيلندا، ومع أنها كانت مفتوحة للجنسين فإنها غالبًا ما فصلت بين الذكور والإناث.

## نظام التعليم في مرحلة الطفولة المبكرة
يحضر عديد من الأطفال بعضًا من أشكال نظام التعليم في مرحلة الطفولة المبكرة قبل التحاقهم بالمدرسة، مثل:
- مركز اللعب (من سن صفر إلى سن المدرسة).
- روضة الأطفال (من سن ثلاث سنوات إلى سن المدرسة).
- كوهانغا ريو (حركة لإحياء اللغة الماورية وثقافة وعادات الشعب الماوري).
- مراكز الطفولة المبكرة المرخَّصة (من سن صفر إلى سن المدرسة) (عادة ما تكون مملوكة للقطاع الخاص).
- مراكز الطفولة المبكرة المُعتمدة (من سن صفر إلى سن المدرسة) (تمويل من الدولة).

## نظام التعليم الابتدائي والثانوي
يحق لجميع مواطني نيوزيلندا، وللذين يحق لهم الإقامة في نيوزيلندا إلى أجلٍ غير مسمى، الحصول على التعليم الابتدائي والثانوي المجاني منذ عيد ميلادهم الخامس وحتى نهاية السنة التقويمية التي تلي عيد ميلادهم التاسع عشر. التعليم إلزامي بين عيد ميلاد الطالب السادس والسادس عشر؛ لكن معظم طلاب المدرسة الابتدائية يباشرون في (أو بعد وقت قصير من) عيد ميلادهم الخامس، وتبقى الغالبية العظمى (نحو 84٪) في المدرسة حتى عيد ميلادهم السابع عشر على الأقل. في حالات استثنائية، يمكن للأطفال الذين يبلغون من العمر 15 عامًا التقدم بطلب للحصول على إعفاء من المغادرة المبكرة من وزارة التعليم (MOE). ويمكن للطلاب من ذوي الاحتياجات الخاصة أو من ذوي الاحتياجات التعليمية الخاصة الالتحاق بالمدارس النهارية المتخصصة حتى نهاية السنة التقويمية التي يبلغون فيها 21 عامًا.
يمكن للأسر الراغبة في تعليم أطفالها منزليًّا التقدم بطلب للحصول على إعفاء.  ويجب للحصول عليه إقناع وزير التعليم بأن أطفالهم سوف يتلقون تعليمهم «على نحوٍ منتظم وجيد كما هو الحال في مدرسة قانونية».
ثمة ثلاث فئات رئيسة من المدارس في نيوزيلندا: المدارس الحكومية (العامة) والمدارس المندمجة مع الدولة (معظمها دينية) والمدارس الخاصة (المستقلة). تستقبل المدارس الحكومية نحو 84.9% من الطلاب، وتستقبل المدارس المندمجة مع الدولة 11.3%، أما المدارس الخاصة فتستقبل 3.6%.

### سنوات الدراسة
تحدد المدارس النيوزيلندية مستويات الفصول الدراسية بناءً على سنوات الدراسة لفئة الطلاب، باستخدام 13 مستوى دراسي، مرقمة من 1 إلى 13. استُخدم نظام النماذج والمعايير والأبناء الصغار/البرايمرز قبل عام 1995.

## جامعات نيوزلندا
هناك 8 جامعات في نيوزلندا وهي:
- جامعة أوكلاند (University of Auckland): أنشئت عام 1883م، وتقع في مدينة أوكلاند.
- جامعة أوتاغو (University of Otago): أنشئت عام 1869م، وتقع في مدينة دنيدن.
- جامعة ماسي (Massey University): أنشئت عام 1927م، ومقرها الرئيسي في مدينة بالمتسن نورث، ولها حرمٌ في شمال مدينة أوكلاند (Auckland -Albany)، ولها حرمٌ آخرٌ في مدينة ولنغتون (Wellington).
- جامعة أوكلاند للتقنية (Auckland University of Technology): أنشئت عام 2000م، وكانت قبلها معهد تطبيقي تم إنشاءه عام 1895م.
- جامعة فكتوريا (Victoria University of Wellington): أنشئت عام 1897م، وتقع في العاصمة، مدينة ولنغتون.
- جامعة وايكتو (University of Waikato): أنشئت عام 1964م، وتقع في مدينة هاملتون.
- جامعة كانتربري (University of Canterbury): أنشئت عام 1873م، وتقع في مدينة كرايست شرش.
- جامعة لنكن (Lincoln University): أنشئت عام 1990م، وكانت قبلها تابعةً لجامعة كانتربري، تقع في مدينة كانتربري.